# Eduard Köck (Priester)
Eduard Köck (* 1891 in Hohenau an der March, Niederösterreich; † 14. Oktober 1952 in Wien) war ein österreichischer Priester, Oberpfarrer und Monsignore.

## Leben
Eduard Köck war der Sohn eines Tabak- und Spielwarenhändlers in Hohenau an der March. Nach der Volksschule besuchte er ab 1902 das k.k. Staatsgymnasium Hollabrunn, wo er 1910 maturierte und in der Folge in das lokale Priesterseminar eintrat. Ab 1912 war er Mitglied der katholischen Studentenverbindung KÖStV Rudolfina Wien. Nach Abschluss des Studiums der Theologie an der Universität Wien empfing er am 25. Juli 1914 im Dom zu St. Stephan durch Kardinal Fürsterzbischof Friedrich Gustav Piffl (1864–1932) die Priesterweihe; danach war er zwischen 1914 und 1921 als Kaplan in den Pfarren Kirchschlag, Inzersdorf und Rudolfsheim tätig. Obwohl 1917 zum Feldkurat in der Reserve ernannt, blieb ihm eine absehbare Einberufung wegen des baldigen Kriegsendes erspart.
1915 wurde der Posten des Zweiten Seelsorgers am landesgerichtlichen Gefangenenhaus I zur Besetzung ausgeschrieben. Am 27. Februar 1921 wurde Kooperator Eduard Köck, neben Josef Supp, auf diese Stelle ernannt. Seine Tätigkeit in dieser Position umfasste drei Zeitabschnitte:
- Die Jahre 1921 bis 1933 können als normale, geordnete und geregelte Seelsorge angesehen werden.
- Von 1934 bis 1938 sahen sich Köck und Supp ganz schweren Belastungen gegenüber, als sich nach Februaraufstand und Juliputsch die Gefängnisse mit „politischen Gefangenen“ füllten, von denen etliche den Gang zu ihrem Henker vor sich hatten.[Anm. 1]
- Die Zeit von 1938 bis 1945 kann als Köcks große Passion bezeichnet werden: die Gefängnisse waren voll mit Menschen aller Altersstufen und Berufe, die wegen Abstammung, Weltanschauung oder Nationalität als „politische Verbrecher“ und als „Staatsfeinde“ verfolgt wurden.

Durch die aufopfernde Betreuung der Todeskandidaten sowie deren Angehörigen bekam Oberpfarrer Köck bald nach 1938 den ehrenden Beinamen Engel des Gefangenenhauses. In der Gewährung von letzter Hilfe und Trost standen Köck verschiedene, auch fremdkonfessionelle Priester als Aushilfe zur Verfügung. Vor allem die Sterbematriken belegen das Ausmaß seelsorglicher Hinwendung und persönlicher Leistung: In der Zeit von 6. Dezember 1938 bis 4. April 1945 wurden von insgesamt 1.184 durch das Fallbeil Hingerichteten 1.020 bis zum letzten Augenblick auf ihren eigenen Wunsch religiös betreut, während nur 164 priesterlichen Beistand ablehnten.
Eduard Köck begleitete 450 zum Tode verurteilte Häftlinge auf dem Weg zum Schafott. Er betreute insgesamt tausende Menschen seelsorglich, darunter auch die mittlerweile seliggesprochene Maria Restituta Kafka (1894–1943), den Augustiner-Chorherrn Roman Scholz (1912–1944) sowie den Widerstandskämpfer Walter Caldonazzi (1916–1945).